# Agonista parcial

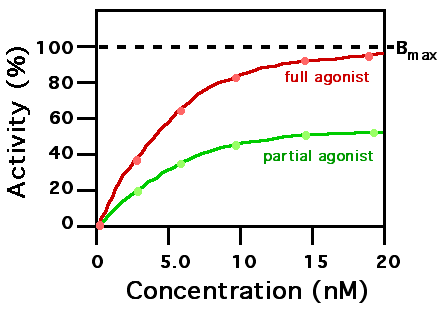
Gráfica de una agonista parcial.

En farmacología, los agonistas parciales son fármacos que se unen y activan un dado receptor, pero que tienen sólo una eficacia parcial en el receptor con respecto a un agonista completo. También es posible considerarlos ligandos que muestran tanto efectos agonistas como antagonistas: cuando un agonista completo y un agonista parcial están presentes al mismo tiempo, el agonista parcial actúa como un antagonista competitivo, compitiendo con el agonista completo por la ocupación del receptor y produciendo una disminución neta en la activación del receptor observado con el agonista completo solo. Clínicamente los agonistas parciales pueden utilizarse para activar receptores para producir una respuesta submáxima deseada cuando no hay cantidades endógenas adecuadas del ligando, o pueden reducir la sobreestimulación de los receptores cuando hay cantidades excesivas del ligando.
Algunos fármacos comunes que actualmente se han clasificado como agonistas parciales en ciertos receptores incluyen la buspirona, aripiprazol, buprenorfina, y desmetilclozapina. Ejemplos de ligandos que activan el receptor gamma activado por el factor proliferador de peroxisomas como agonistas parciales son honokiol y falcarindiol.